# Klaus Ofczarek
Klaus Ofczarek (Bécs, 1939. március 17. – Bécs, 2020. december 6.) osztrák színész, operaénekes (tenor).

## Fontosabb filmjei
Mozifilmek
- Tempo (1996)
- Három úr (Drei Herren) (1998)
- Die Gottesanbeterin (2001)
- Klimt (2006)
- Freundschaft (2006)
- Nordwand (2008)
- Tom Turbo (2013)
- Teheráni tabuk (Teheran Tabu) (2017)

Tv-filmek
- Die Bernauerin (1997)
- A gyújtogató (Der Feuerteufel - Flammen des Todes) (1999)
- Die Frau, die einen Mörder liebte (2000)
- Keserű koktél (Happy Hour oder Glück und Glas) (2000)
- Polt muss weinen (2000)
- Blumen für Polt (2001)
- Ich gehöre dir (2002)
- Himmel Polt und Hölle (2003)
- Polterabend (2003)
- Kutya karácsonyra (Der Weihnachtshund) (2004)
- Marie, a kurtizán (Die Wanderhure) (2010)
- Isten nagyhatalmú szolgálója (Gottes mächtige Dienerin) (2011)

Tv-sorozatok
- Rex felügyelő (Kommissar Rex) (1996–2003, négy epizódban)
- Dunai zsaruk (SOKO Donau) (2007, 2015, két epizódban)
- Tetthely (Tatort) (2008, egy epizódban)